# Night Trips
Night Trips ist ein amerikanischer Pornofilm des Regisseurs Andrew Blake aus dem Jahr 1989. Es handelt sich um den ersten Film des Regisseurs. Das Drehbuch des Films stammt von Andrew Blake und Susan Phillips, die Produktion leitete Howard Klein gemeinsam mit Patti Rhodes. Andrew Blake war zugleich zuständig für Kamera und Schnitt. Der Film erschien bei Caballero Home Video.
1990 wurde er von der Adult Video News (AVN) mit dem AVN Award für „Best Cinematography“ ausgezeichnet, und er belegt den ersten Platz in der 101 Greatest Adult Tapes of All Time der Adult Video News (AVN), die im August 2001 erschienen ist. Auch in die Hall of Fame der X-Rated Critics Organization (XRCO) wurde Night Trips aufgenommen. Neben diesen Auszeichnungen erhielt Night Trips zudem als erster und bislang einziger Pornofilm eine Silbermedaille beim Worldfest-Houston International Film Festival und war damit der erste Film dieses Genres, der einen Preis bei einem Mainstream-Filmfestival erhielt.

## Handlung

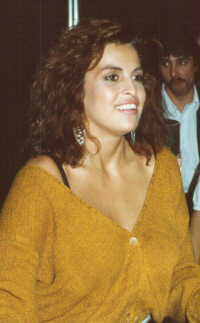
Tori Welles

Die Hauptperson des Films ist die junge Frau Tori Welles, die über Schlaflosigkeit und erotische Träume klagt. Bei der ersten Sex-Sequenz handelt es sich dabei um eine Masturbationsszene der Frau. Um das Problem in den Griff zu bekommen, sucht sie Hilfe bei einem Wissenschaftlerteam, gespielt von Porsche Lynn und Randy Spears. Diese untersuchen ihre Träume mit Hilfe eines Geräts, das sie ihr an die Innenseiten der Oberschenkel anlegen und das die Träume der Frau auf einem Monitor zeigt.
Sobald sie eingeschlafen ist, beginnt die erste 2. Sex-Sequenz des Films, bei der sie im Traum den Oralsex und den Geschlechtsverkehr der Darsteller Tanya DeVries und Mark DeBruin in einem Wohnzimmer von einer Balustrade beobachtet. Während dieser und auch der späteren Traumszenen wird gelegentlich die Realsituation im Labor gezeigt, in der die Darstellerin während des Schlafs masturbiert.
Die Kurzfilme zeigen folgende Personenkombinationen:
- Szene 1: Tori Welles (allein)
- Szene 2. Tanya DeVries und Mark DeBruin
- Szene 3. Tori Welles und Peter North
- Szene 4. Jamie Summers, Porsche Lynn und Tori Welles
- Szene 5. Victoria Paris und Ray Victory
- Szene 6. Porsche Lynn, Tori Welles und Randy Spears
- Szene 7. Tori Welles und Randy Spears

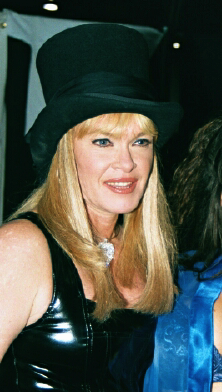
Porsche Lynn, 2002
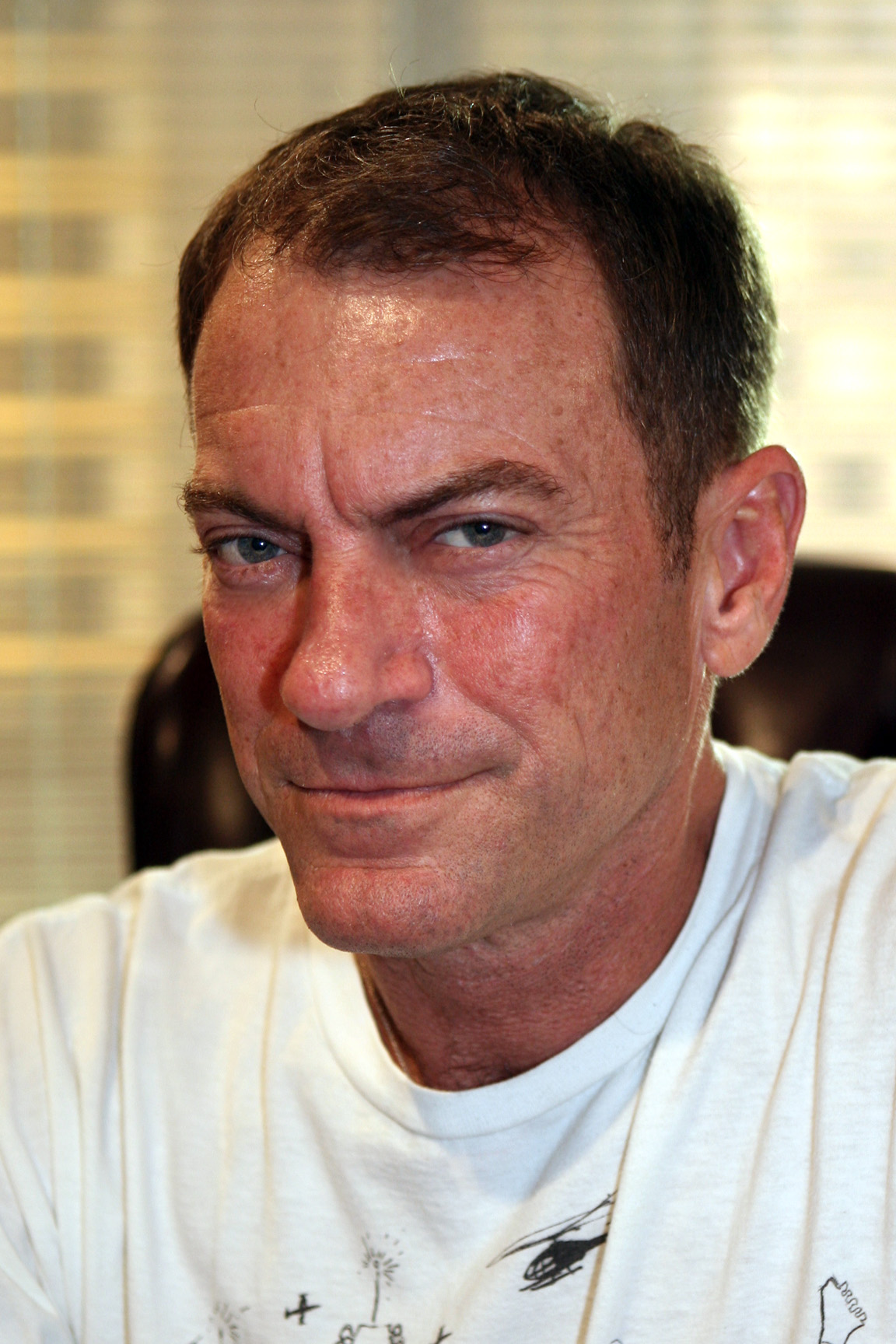
Randy Spears, 2010
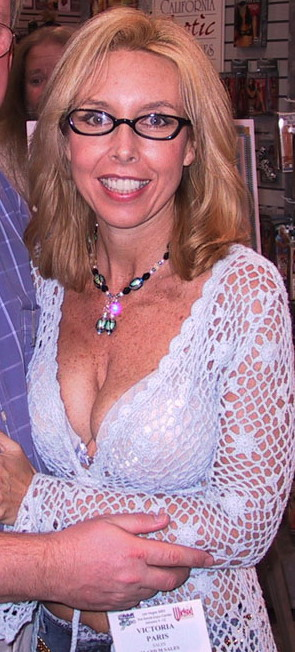
Victoria Paris, 2003
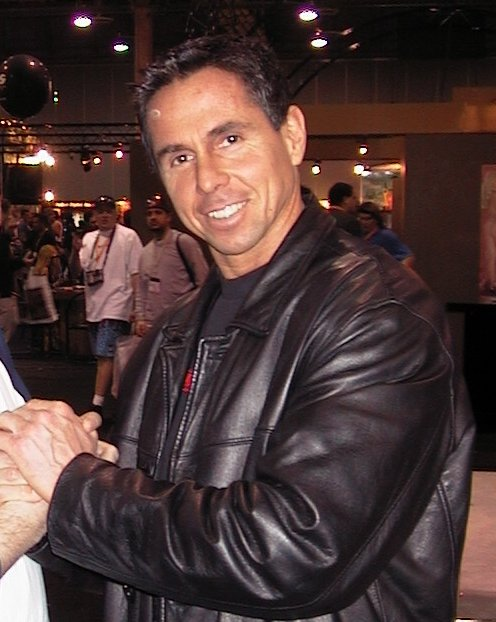
Peter North, 2003

## Kritiken und Rezeption
1990 wurde Night Trips von der Adult Video News (AVN) mit dem AVN Award für „Best Cinematography“ ausgezeichnet. Darüber hinaus erhielt er als erster und bislang einziger Pornofilm eine Silbermedaille beim Worldfest-Houston International Film Festival und war damit der erste Film dieses Genres, der einen Preis bei einem Mainstream-Filmfestival erhielt. Der Film gilt als Pornoklassiker und wurde als solcher an die Spitze der im August 2001 erschienenen 101 Greatest Adult Tapes of All Time der Adult Video News sowie in den The AVN Guide of the 500 Greatest Adult Films of all Time aufgenommen. Auch in die Hall of Fame der X-Rated Critics Organization (XRCO) wurde Night Trips aufgenommen.
Auch auf verschiedenen weiteren Plattformen wurde der Film in der Regel hoch bewertet, darunter etwa auch auf der Website sexfilme-fuer-frauen.de, die sich speziell auch Sexfilme für Frauen und Feministische Pornografie konzentriert. In der Bewertung bekam der Film auf dieser Seite 7 von 10 Punkten und wird vor allem aufgrund der Ästhetik sehr positiv beschrieben, auch wenn die sehr flache Handlung kritisiert wird. So schreiben die Rezensentinnen etwa: Natürlich sehr schön gestaltet, so wie man das von Andrew Blake gewöhnt ist. Beinahe zu perfekte Frauenkörper und sehr lange Beine. Stilistisch sehr zu verantworten. und bezeichnen den Film als „Erotische Kunst“, schreiben jedoch auch: Eine Geschichte haben die Filme von Blake wie gesagt nicht, man schaut sie sich wegen des Stils an und vielleicht wegen der schönen Plastikbusen der sich ähnelnden Barbiepuppen. Schön sind sie alle und zweifellos eine Augenweide, erregen tun sie jedoch nicht. Die einzige Szene, die eine feuchte Reaktion bringen kann, ist der bumsende Eiswürfel in der Hand des Adonis im ersten ‘Traum’.

## Nachfolger
Im Jahr 1990 veröffentlichte Andrew Blake als Nachfolger den Film Night Trips II. Die Hauptdarstellerin in diesem Film ist ein tabletten- und sexsüchtige Supermodel, gespielt von Paula Price, die sich in immer neue Sexphantasien hineinsteigert.

## Auszeichnungen
- 1990: AVN Award: Best Cinematography
- 1990: Silbermedaille beim WorldFest Houston International Film Festival[4]
- 2001: Nummer #1 in der 101 Greatest Adult Tapes of All Time der Adult Video News[7]
- Aufnahme in die Hall of Fame der X-Rated Critics Organization (XRCO)[3]

## Belege
1. 1 2  AVN Media Network: AVN Awards. Abgerufen am 18. Oktober 2022 (englisch).
2. ↑  AVN 101 Greatest Videos. Abgerufen am 18. Oktober 2022.
3. 1 2 3  XCRO Hall of Fame. Archiviert vom Original am 6. Juli 2015; abgerufen am 18. Oktober 2022.  Info: Der Archivlink wurde automatisch eingesetzt und noch nicht geprüft. Bitte prüfe Original- und Archivlink gemäß Anleitung und entferne dann diesen Hinweis.
4. 1 2 3  Preisträger des Worldfest-Houston International Film Festival 1990 (Memento vom 13. Februar 2012 im Internet Archive) (Excel-Datei)
5. 1 2  Violet Blue: The Helmut Newton of Porn / Violet Blue interviews erotic filmmaking legend Andrew Blake. 18. Dezember 2008, abgerufen am 18. Oktober 2022 (amerikanisches Englisch).
6. ↑  Internet Adult Film Database. Abgerufen am 18. Oktober 2022 (englisch).
7. 1 2  AVN 101 Greatest Videos. Abgerufen am 18. Oktober 2022.
8. ↑  Mike Ramone, Tim Connelly (Hrsg.): The AVN Guide of the 500 Greatest Adult Films of all Time. Thunder’s Mouth Press, New York 2005, S. 319. ISBN 978-1-56025-719-6
9. 1 2 3  sexfilme-fuer-frauen.de - This website is for sale! - sexfilme fuer frauen Resources and Information. Abgerufen am 18. Oktober 2022.